# Ixora philippinensis
Ixora philippinensis är en måreväxtart som beskrevs av Elmer Drew Merrill. Ixora philippinensis ingår i släktet Ixora och familjen måreväxter. Inga underarter finns listade i Catalogue of Life.